# Frappe aérienne du 14 janvier 2023 à Dnipro
La frappe aérienne du 14 janvier 2023 à Dnipro est survenue le 14 janvier 2023 vers 15 h 30 lorsqu'un missile russe de type Kh-22 a touché un immeuble résidentiel ukrainien de neuf étages à Dnipro sur Naberezhna Peremohy St, 118,, dans le district de Sobornyi sur la rive droite de la ville, détruisant une entrée et 236 appartements. Le matin du 17 janvier, le nombre de victimes officiel était de 45 personnes tuées (dont 6 enfants), 75 blessées (12 dans un état critique) et 35 personnes portées disparues. 14 enfants ont été blessés et 39 habitants ont été secourus. La destruction a laissé environ 400 personnes sans abri. La frappe faisait partie d'une campagne de plusieurs mois de frappes russes contre l'infrastructure ukrainienne qui avait également frappé Dnipro.
Cette frappe est devenue l'attaque russe la plus destructrice contre un immeuble résidentiel en Ukraine au cours des six derniers mois. Un deuil de trois jours a été déclaré à Dnipro.

## Déroulement

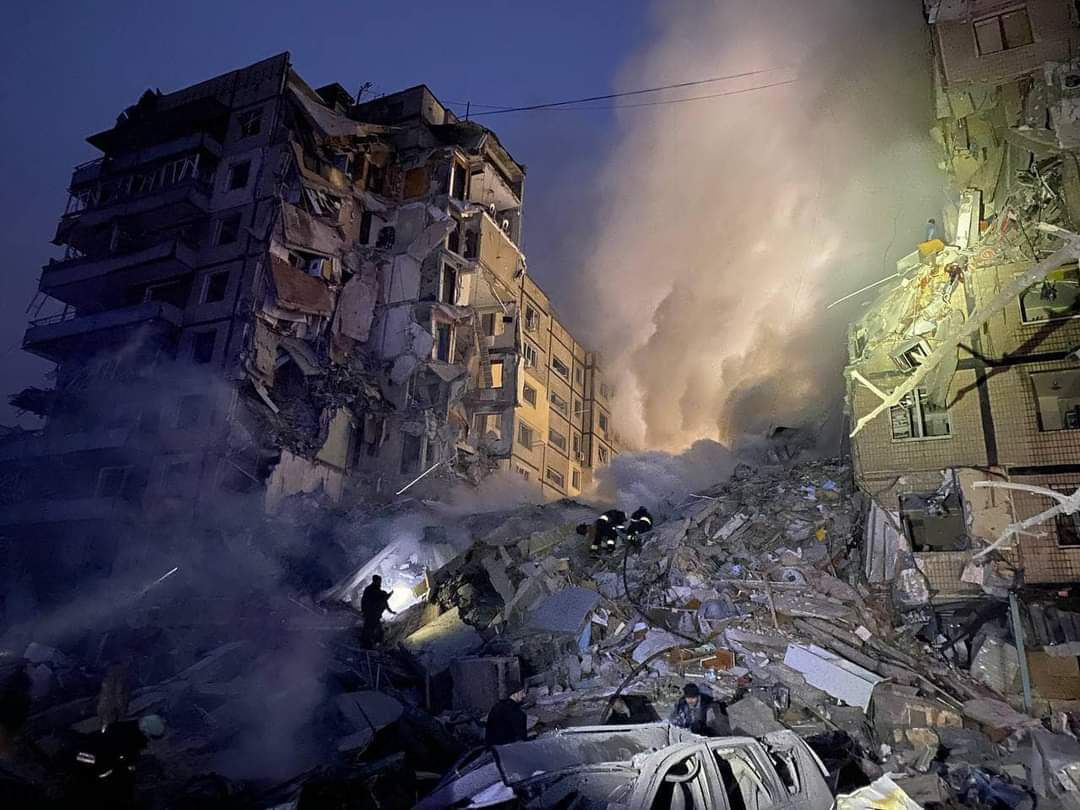
Vue du bâtiment la nuit.

Une alerte aérienne locale a commencé à 14 h 0. Les forces de défense aérienne ukrainiennes ont abattu 6 des 8 missiles au-dessus de l'oblast de Dnipropetrovsk. Une explosion a été entendue vers 15 h 41, lorsqu'un missile Kh-22 a touché un immeuble à plusieurs étages à Naberezhna Peremohy St, 118, dans le district de Sobornyi, à Dnipro. À l'heure actuelle, l'Ukraine ne dispose pas de systèmes de défense aérienne pour intercepter de tels missiles Kh-22. Depuis le début de l'invasion russe de l'Ukraine en février 2022, 210 roquettes de ce type avaient été tirées sur l'Ukraine sans qu'aucune ne soit abattue par les défenses aériennes. Le maire de Dnipro, Borys Filatov, a affirmé que les russes avaient tenté de détruire une centrale thermique voisine.
Au départ, il a été rapporté que l'attaque avait tué 20 personnes (dont une fille de 15 ans) et blessé 73 autres (dont 14 enfants, le plus jeune ayant trois ans et une fille de 9 ans étant signalée être dans un état grave). 26 personnes étaient portées disparu. Anastasiia Shvets, 23 ans, qui était en état de choc dans la salle de bain du septième étage, a miraculeusement survécu. En septembre, l'armée russe a tué son fiancé et soldat ukrainien Vladyslav. Ses parents qui étaient dans la maison ont disparu. Deux jours plus tard, les parents de Shvets ont été retrouvés morts sous les décombres.
Le 15 janvier, le Service d'urgence de l'État ukrainien a signalé que 23 personnes avaient été tuées par une frappe de missile russe sur le bâtiment. À 13 h 15 (le lendemain) 43 signalements de personnes disparues ont été reçus, 72 personnes ont été blessées, dont 13 enfants, et 39 ont été secourues. Dans l'après-midi du 15 janvier, le président ukrainien Volodymyr Zelensky a exprimé sur Telegram ses condoléances aux familles des 25 personnes tuées dans l'attaque. Dans la matinée du 16 janvier, le gouverneur de l'oblast de Dnipropetrovsk, Valentyn Reznitchenko, a mis à jour le bilan des morts à 35 personnes, dont deux enfants. 39 personnes avaient été secourues et 75 blessées, dont 14 enfants. 35 résidents de l'immeuble étaient toujours portés disparus. La destruction du bâtiment a laissé environ 400 personnes sans abri. 236 appartements ont été détruits. L'opération de recherche et de sauvetage a été annulée le mardi 17, alors que le bilan s'élevait à 44 morts, dont cinq enfants. 79 personnes avaient été blessées et 39 secourues.
Parmi les victimes figurait Mykhailo Korenovsky, l'entraîneur-chef de l'équipe nationale ukrainienne de boxe de l'oblast de Dnipropetrovsk.

## Arme
Le missile qui a frappé le bâtiment était un missile antinavire Kh-22, du même type que celui utilisé lors d'une attaque contre un centre commercial à Krementchouk le 27 juin 2022. Le commandant de l'armée de l'air ukrainienne, le lieutenant-général Mikola Olechtchouk, a déclaré que l'armée ukrainienne au moment de l'incident n'avait pas d'armes pour abattre ces missiles, et que pendant l'année de guerre à grande échelle, sur 210 missiles Kh-22 lancés en Ukraine, pas un seul n'a été abattu. Olechtchouk a qualifié les rapports antérieurs sur l'interception de tels missiles de peu fiables et d'érronés.
La Russie a lancé cinq missiles Kh-22 à travers l'Ukraine le 14 janvier.

## Enquête
Le 15 janvier 2023, le bureau du Procureur général d'Ukraine a déclaré que l'attaque n'a pu être menée que par le 52e régiment d'aviation de bombardiers lourds de la Garde basé à Chaïkovka. Le même jour, une liste des militaires directement impliqués dans le crime a été publiée sur le site Web de Molfar Global (communauté OSINT). Les noms de 44 des 52 personnes du 52e régiment d'aviation ont été nommés. C'est le même régiment qui a frappé le centre commercial Amstor à Krementchouk le 27 juin 2022.
Le 16 janvier 2023, le Service de sécurité ukrainien (SBU) a confirmé la participation du 52e régiment à l'attaque au missile,. Il a distingué six soldats russes en particulier.

## Réactions

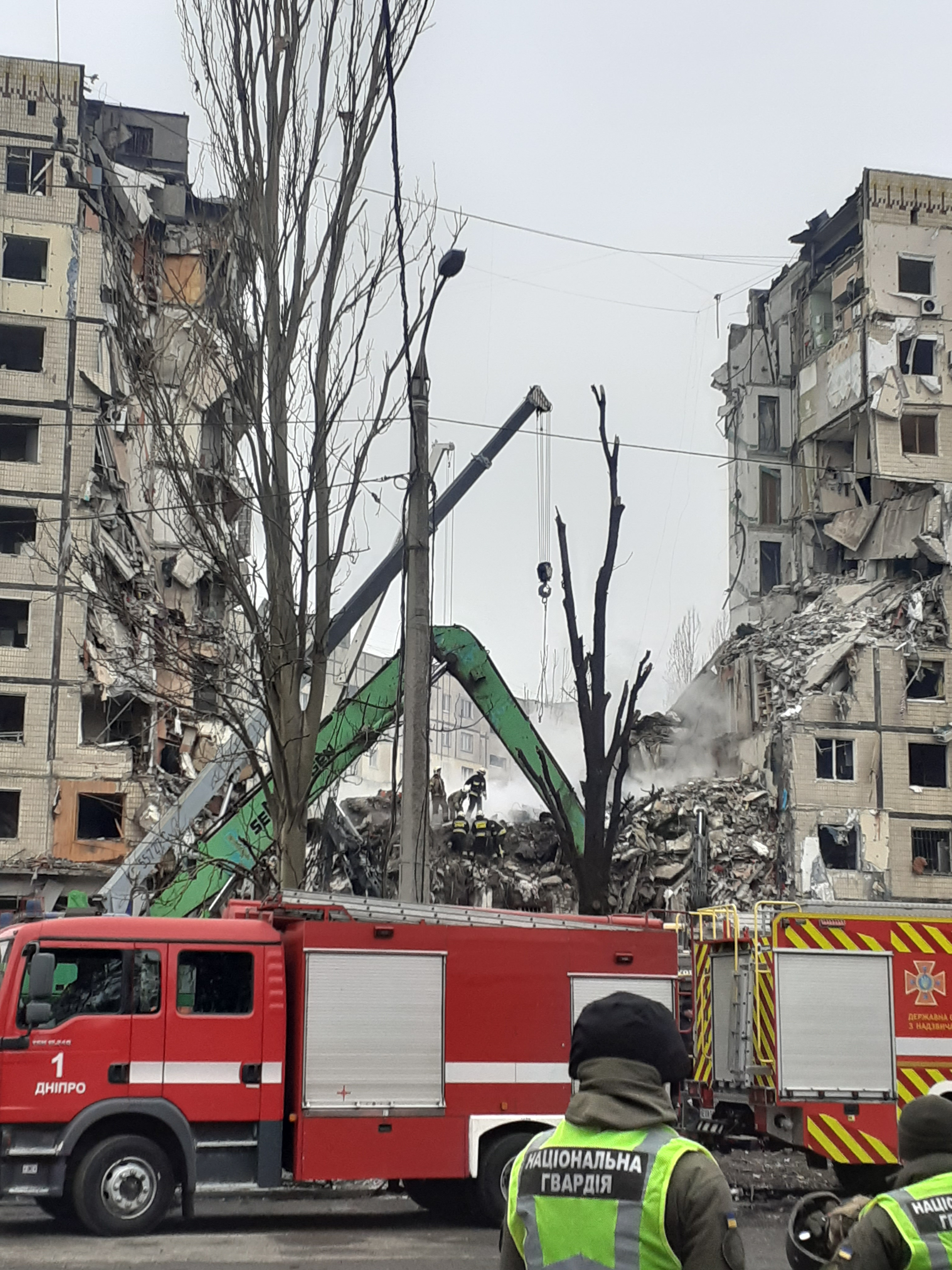
Le bâtiment le lendemain de la frappe.

Le président ukrainien Volodymyr Zelenskyy a déclaré que l'attaque russe visait des immeubles d'habitation civils et qu'il s'agissait donc d'un crime de guerre. Dans son appel quotidien du soir du 15 janvier, le président Zelensky s'est adressé aux citoyens russes qui ne s'étaient pas prononcés contre l'invasion militaire de l'Ukraine par la Russie en déclarant : « Votre lâche silence, une tentative d'étouffer ce qui se passe, se terminera par ces mêmes terroristes venant vous chercher un jour. »
Les Nations unies ont qualifié d'« horribles » les images sorties des suites de l'attentat.
Le ministère français des Affaires étrangères a qualifié l'attaque de crime de guerre et a noté qu'elle indiquait l'intention de la Russie d'intensifier la guerre.
Le président lituanien Gitanas Nausėda a déclaré que la Russie porterait certainement la responsabilité des attaques contre des villes pacifiques. Le 14 janvier, un deuil de trois jours a été déclaré à Dnipro.
Le ministère russe de la Défense a confirmé sa responsabilité dans les frappes de missiles à Dnipro. Cependant, l'attaché de presse de Vladimir Poutine, Dmitri Peskov, a déclaré que les forces russes n'attaquaient jamais les bâtiments résidentiels et que le bâtiment résidentiel s'était probablement effondré à cause d'une contre-attaque de la défense aérienne ukrainienne.
Le 20 octobre 2024, Dmitri Golenkov, pilote du 52e régiment de bombardiers lourds de l’armée de l’air russe et chef d'état-major de la base aérienne de Chaïkovka, accusé d'avoir mené des attaques contre des infrastructures civiles en Ukraine, comme le bombardement du centre commercial de Krementchouk le 27 juin 2022 et la frappe aérienne du 14 janvier 2023 à Dnipro le 14 janvier 2023, a été tué à coups de marteau dans un verger dans l'oblast de Briansk victime apparemment d'un assassinat,,,.